# Euphrasia illyrica
Euphrasia illyrica är en snyltrotsväxtart som beskrevs av Richard von Wettstein. Euphrasia illyrica ingår i släktet ögontröster, och familjen snyltrotsväxter. Inga underarter finns listade i Catalogue of Life.